# Wayne Duvall
Wayne Duvall (* 29. Mai 1958 in Silver Spring, Maryland) ist ein US-amerikanischer Schauspieler.

## Leben
Wayne Duvall war Student der University of Maryland, College Park. Er begann seine Schauspielkarriere im Jahr 1991 und bekleidet seither vor allem Nebenrollen. Internationale Bekanntheit erlangte er vor allem durch seine Rollen in Prisoners, O Brother, Where Art Thou?, Ein verlockendes Spiel und Duplicity. Von 2000 bis 2004 spielte er in der US-amerikanischen Krimiserie The District – Einsatz in Washington die Rolle des Sgt. Phil Brander. Darüber hinaus trat er als Musicaldarsteller in Erscheinung.
Wayne Duvall ist seit 2002 mit Denise Guillet verheiratet. Sein Cousin ist der Schauspieler Robert Duvall.

## Filmografie (Auswahl)

### Spielfilme
- 1993: Falling Down – Ein ganz normaler Tag (Falling Down)
- 1993: Warforce 3000 (Warlords 3000)
- 1994: Enthüllung (Disclosure)
- 1995: Apollo 13
- 1995: Bad Guys
- 1996: The Fan
- 1998: Hard Rain
- 1999: Tief wie der Ozean (The Deep End of the Ocean)
- 2000: O Brother, Where Art Thou? – Eine Mississippi-Odyssee (O Brother, Where Art Thou?)
- 2001: Evolution
- 2002: Love Liza
- 2005: Die Liebe stirbt nie (Their Eyes Were Watching God)
- 2007: Im Tal von Elah (In the Valley of Elah)
- 2008: Das Gesetz der Ehre (Pride and Glory)
- 2008: Ein verlockendes Spiel (Leatherheads)
- 2009: Duplicity – Gemeinsame Geheimsache (Duplicity)
- 2009: Star Crossed
- 2010: Auftrag Rache (Edge of Darkness)
- 2012: Breathless – Immer Ärger mit Dale! (Breathless)
- 2012: Lincoln
- 2013: Prisoners
- 2019: The Kitchen: Queens of Crime (The Kitchen)
- 2020: A Quiet Place 2 (A Quiet Place: Part II)
- 2020: The Trial of the Chicago 7
- 2020: The Hunt
- 2025: Sunfish (& Other Stories on Green Lake)

### Fernsehserien
- 1993: Akte X – Die unheimlichen Fälle des FBI (The X-Files, 1 Episode)
- 1997: Diagnose: Mord (Diagnosis Murder, 1 Episode)
- 2000–2004: The District – Einsatz in Washington (The District, 43 Episoden)
- 2004–2010: Law & Order (4 Episoden)
- 2013: Hell on Wheels (3 Episoden)
- 2014: The Leftovers (3 Episoden)
- 2017: Sneaky Pete (1 Episode)
- 2023: The Blacklist (2 Episoden)